# Johan Sebastián Rojas
Johan Sebastián Rojas Cano (10 de mayo de 1997) es un deportista colombiano que compite en judo. Ganó una medalla de plata en los Juegos Panamericanos de 2023, en la categoría de –60 kg.

## Palmarés internacional
| Juegos Panamericanos | Juegos Panamericanos | Juegos Panamericanos | Juegos Panamericanos |
| Año                  | Lugar                | Medalla              | Categoría            |
| -------------------- | -------------------- | -------------------- | -------------------- |
| 2023                 | Santiago (Chile)     | Medalla de plata     | –60 kg               |